# 八百津站
八百津站（日语：／ Yaotsu eki */?）是位於岐阜縣加茂郡八百津町伊岐津志，名古屋鐵道八百津線的鐵道車站（廢站）。此站距離八百津町中心比較遠，在此站附近的木曾川對面岸才是八百津町中心。

## 歷史
在開業當初，此鐵路線為已經電氣化（直流電），在1970年代使用2卡編成的電動列車行走。在假日，為了運送觀光客來往蘇水湖，4卡編成的特急列車7000系全景車會駛入此站。在1984年（昭和59年），行走八百津線的列車改為鐵路巴士，同時移除電氣化設備，所有列車都以一人控制運作，在月台靠近明智一方設有列車司機安全確認用的後視鏡。
在2001年（平成13年）八百津線全線廢除，此站也被廢除。此站站舍等鐵路設施也被移除。後來，包括在舊站前的迴旋路的地段建設了住宅。而車站遺址還有一塊寫上「八百津站跡」的石碑和短路軌。

### 年表
- 1930年（昭和5年）10月1日：東美鐵道（日语：東美鉄道）兼山站至此站之間開業，此站啟用。
- 1943年（昭和18年）3月1日：名古屋鐵道與東美鐵道合併，成為名古屋鐵道東美線的車站。
- 1948年（昭和23年）5月16日：路線名稱改為八百津線。
- 1952年（昭和27年）3月：丸山水力專用鐵道（日语：丸山水力専用鉄道）丸山水壩建設工事線此站至錦織之間開業。
- 1954年（昭和29年）6月1日：丸山水力專用鐵道此站至丸山發電廠之間被廢除。
- 1962年（昭和37年）度：。廢除貨運業務[2]。
- 2001年（平成13年）10月1日：八百津線廢線，此站被廢除。

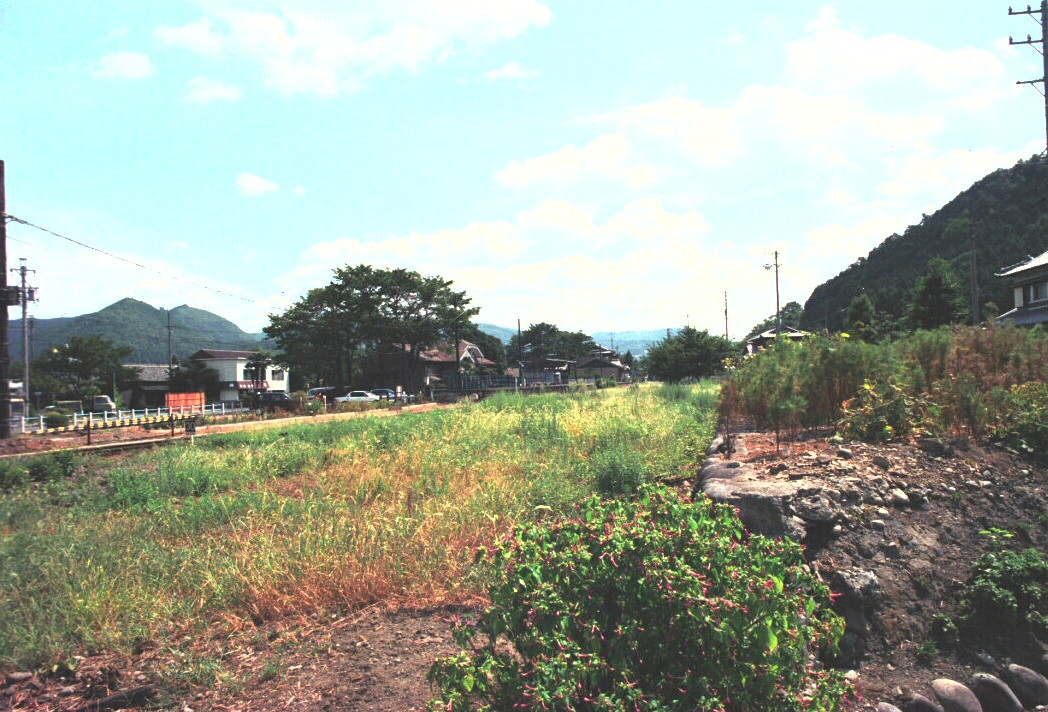
站內範圍較大（1998年8月）
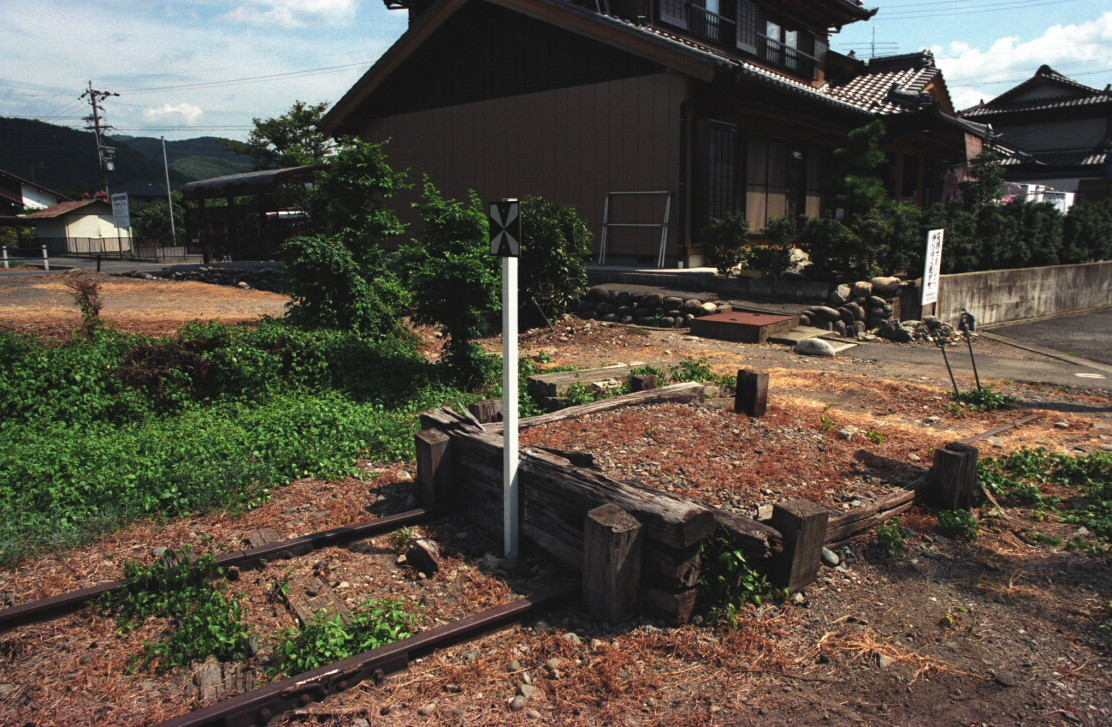
路軌終端（1998年8月）

## 車站構造

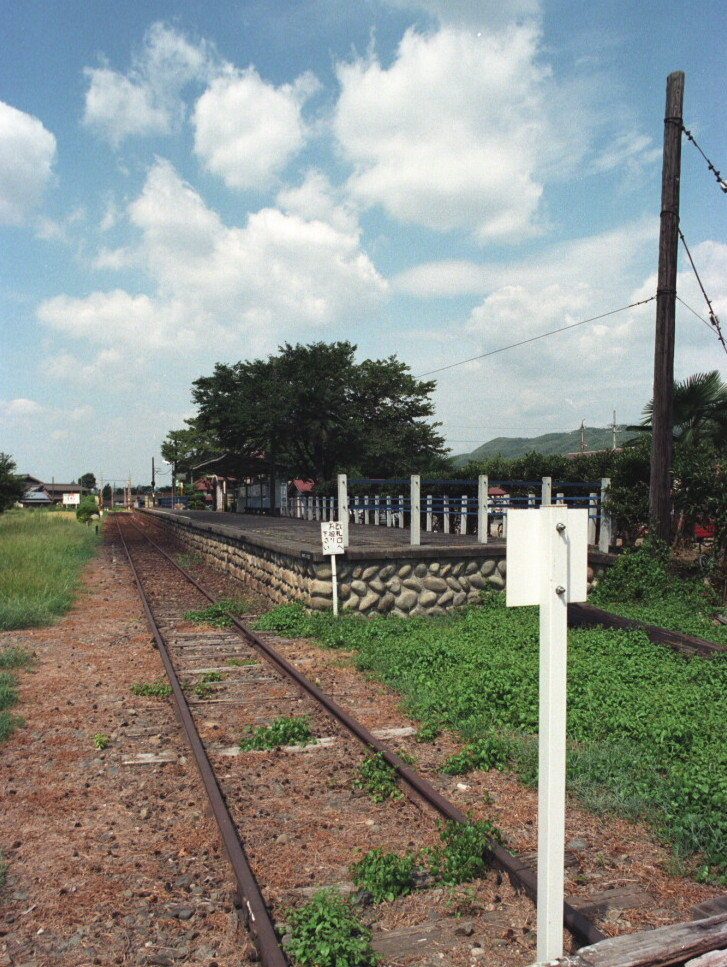
月台（1998年8月）

此站是一座地面車站，設有1面1線的月台，月台可容納4卡車廂。此站是有人車站（但是部分時段無人當值）。由於曾經此站設有路軌連接至丸山水壩方向（丸山水力專用鐵道），因此站內曾經設有側線（後來被撤去），不像御嵩站一樣為港灣式月台結構。此站沒有自動售票機。

### 配線圖
| ← 伏見口 方向                              | 八百津站 站內配線略圖（1957年） | → 丸山水力 專用鐵道 （1954年廢除） |
| 图例 参考文献：停車場配線略圖 昭和32年調査 |                                 |                                    |

| ← 明智方向      | 八百津站 站內配線略圖（1993年） |  |
| 图例 参考文献： |                                 |  |

## 使用狀況
- 在中提及在1992年度，當時1日平均上下車人次為1,366人，除岐阜市內線均一車費區間內各站（岐阜市內線、田神線、美濃町線徹明町站至琴塚站之間）外名鐵所有車站（342站）中排名第199，廣見線、八百津線（16站）中排名第9[1]。
- 根據《岐阜縣統計書數碼存檔》 （页面存档备份，存于），以下為各年的統計數字（當中沒有1936-1954年及1964年以後的資料）：

| 年度 | 乘車人次 | 下車人次 | 貨物發送（公噸） | 貨物到達（公噸） |
| ---- | -------- | -------- | ---------------- | ---------------- |
| 1930 | 17,362   | 16,506   | 372              | 1,254            |
| 1931 | 32,904   | 34,736   | 983              | 2,001            |
| 1932 | 30,686   | 32,810   | 1,187            | 2,756            |
| 1933 | 34,746   | 36,638   | 1,014            | 2,733            |
| 1934 | 36,207   | 37,594   | 807              | 1,908            |
| 1935 | 39,304   | 40,873   | 592              | 1,802            |
|      |          |          |                  |                  |
| 1955 | 274,010  | 274,614  | 4,885            | 2,749            |
| 1956 | 310,923  | 311,264  | 2,669            | 2,564            |
| 1957 | 322,864  | 322,896  | 1,202            | 2,418            |
| 1958 | 344,064  | 347,713  | 1,529            | 2,665            |
| 1959 | 327,816  | 343,389  | 2,479            | 2,022            |
| 1960 | 344,816  | 348,686  | 1,520            | 1,345            |
| 1961 | 349,532  | 357,699  |                  |                  |
| 1962 | 368,897  | 379,569  | 66               | 1,152            |
| 1963 | 404,489  | 416,441  | 41               | 131              |

## 車站周邊
- 岐阜縣立八百津高等學校（日语：岐阜県立八百津高等学校）
- 八百津町役場（日语：八百津町役場）
- 加茂警署（日语：加茂警察署 (岐阜県)）八百津交番
- 十六銀行（日语：十六銀行） 八百津分店
- 東濃信用金庫（日语：東濃信用金庫） 八百津分店
- 山田酒造
- 岐阜縣道83號多治見白川線（日语：岐阜県道83号多治見白川線）
- YAO巴士（日语：YAOバス） 鹽口巴士站

## 相鄰車站
名古屋鐵道
八百津線
中野－八百津
- 在1965年4月5日前，此站與中野站之間曾設有伊岐津志站。

關西電力
丸山水力專用鐵道
八百津－錦織

## 注腳
1. 1 2  名古屋鐵道廣報宣傳部（編）. . 名古屋鐵道. 1994: 651–653 （日语）.
2. ↑  名古屋鉄道広報宣伝部（編）. . 名古屋鉄道. 1994: 340 （日语）.
3. ↑  清水武; 田中義人. . Alpha Beta Books. 2019: 186. ISBN 978-4865988482 （日语）.
4. ↑  宮脇俊三; 原田勝正. . 小学館. 1993: 203. ISBN 978-4093954112 （日语）.